# Boris Jermolajev
Boris Jermolajev (russisk: Михайлович) (født 15. juni 1938 i Almaty i Sovjetunionen) er en sovjetisk filminstruktør og manuskriptforfatter.

## Filmografi
- Fuete (Фуэте, 1986)[1][2]